# Copinya

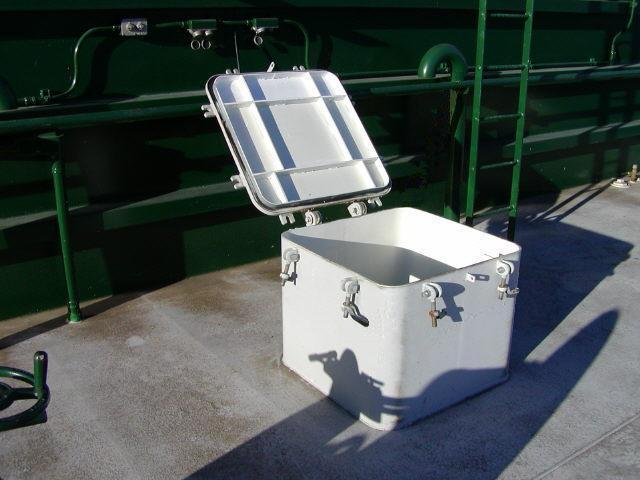
Copinya o balou

Una copinya o balou és una obertura practicada en la coberta per a l'accés de persones als espais confinats de l'interior d'un vaixell com ara cellers, tancs de càrrega o pallols.
Les normes de construcció requereixen un tancament estanc amb una junta de goma en el perímetre de la tapa i tancament amb obturadors, com el que es mostra en la fotografia. Les inspeccions periòdiques per a renovar els certificats navegabilitat de les embarcacions requereixen de sotmetre aquests tancaments a proves de filtració.
Atès que tota obertura afebleix l'estructura, es construeix una braçola perimetral les dimensions de la qual són en proporció de la superfície de passatge practicada en la coberta.